# 国立奉天图书馆

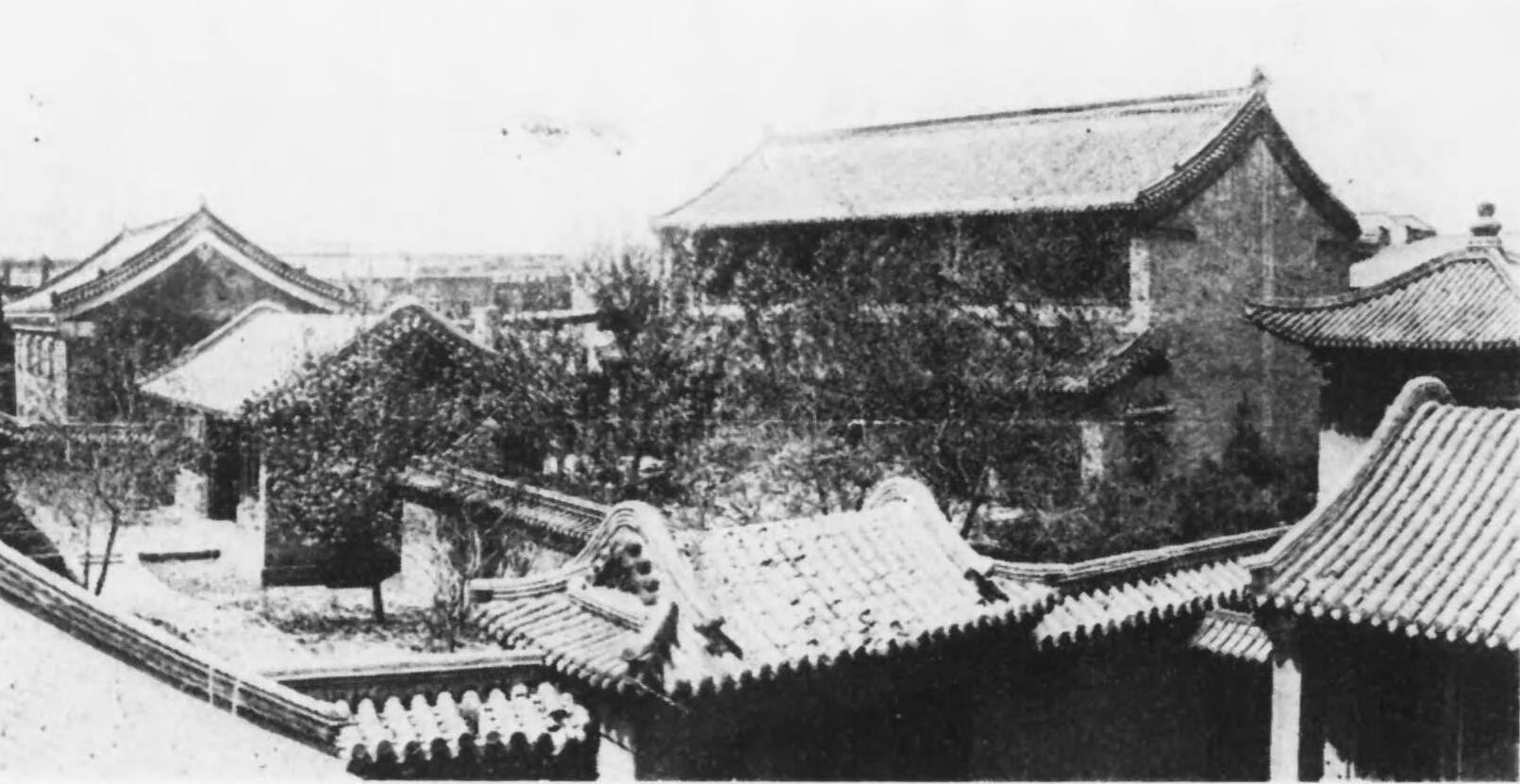
奉天图书馆时期的文溯阁（1941年）

国立奉天图书馆是1932年设立于满洲国奉天市的国立图书馆。其主馆所在地为原奉系军阀张作霖、张学良的大帅府。
满洲国初期，国立奉天图书馆由满洲国国务院文教部管理。政府组织变更后属国务院民生部管理。:12,13新京的国立中央图书馆设立之后，归属中央图书馆管辖。

## 背景

### 奉天的图书馆
大清末期各地已有公立图书馆。奉天省城的奉天省立图书馆设立于1904年（光绪34年）。此后黑龙江、吉林的省立图书馆和各县图书馆纷纷设立。1931年九一八事变时满洲地区有68所公立图书馆，藏书合计约45万册。然而藏书主要以四书五经之类为主，缺乏最新的出版物和通俗出版物。对一般民众而言，阅报所比图书馆更有吸引力。文溯阁的《四库全书》曾一度允许奉天市民阅览和复制，但1914年督理奉天军务兼巡按使的段芝贵为了讨好袁世凯而将文溯阁四库全书送往北京故宫保和殿。1925年（民国14年），在奉天教育会长冯广民的奔走之下，四库全书回归文溯阁，此后由保管委员会负责文溯阁的修缮和四库全书的保管。:17

### 卫藤利夫保护四库全书的努力
1925年郭松龄反奉，郭部意图进占奉天城内。当时奉系所部将奉天城内的金银财宝运到新市街，却没有理会文溯阁内的四库全书。时任满铁奉天图书馆馆长卫藤利夫向奉天满铁附属地警察部门提议将四库全书搬移到满铁奉天图书馆，也与奉系奉天省长王永江联络，获得了搬运时奉系派兵护卫的承诺。不过此后因为日本介入等原因，郭松龄部未能进占奉天城，此事作罢。:131931年九一八事变爆发后，奉天城内战火纷飞，卫藤向关东军和满铁要求保护文溯阁四库全书。此后土肥原贤二任奉天市临时市长时，卫藤向土肥原请求保护四库全书，获得采纳执行。:21,22为了保护四库全书，卫藤还向关东军进言修建钢筋混凝土的书库以保护四库全书。:13

## 建立
国立奉天图书馆由日本关东军设立于1932年（大同元年）6月18日，设立时将东北大学、萃升书院等的藏书收集整理，以原张学良宅邸的一部为馆址而开设。7月7日，关东军将此图书馆转交给满洲国奉天省公署。首任馆长为袁金铠，副馆长为金毓黻。:20,21国立奉天图书馆原本是计划中的国立文化院的一部分。关东军设想中的国立文化院包括研究所、图书馆、博物馆等，但最终国立文化院并没有成为现实。:13,14此后日本政府为了满洲的各种文化活动划拨款项，预算不足以建立国立文化院，不过奉天图书馆仍然得到日本政府的拨款援助。:15,16

## 馆址
国立奉天图书馆使用原奉系张学良府邸，但并未使用原府邸的全部范围。张氏帅府占地约三千坪，而图书馆使用了其中东院的约二千坪，作为图书馆所用。东院大青楼一层设置事务室和陈列室，二层和三层设置书库；小青楼也用作书库。而位于奉天故宫西院的文溯阁及其典藏也属于国立奉天图书馆。文溯阁以外有两座建筑，一座作为图书馆守卫住宿所用，另一座在设立图书馆是留作研究室、陈列室所用。:17,18:20

## 馆藏
1932年国立奉天图书馆建立后，原奉系的东三省博物馆、东北大学、冯庸大学、萃升书院及当时奉天市各处散存的汉文线装图书都被搜罗至此。1932年9月1日，奉天省长臧式毅指示将文溯阁的《四库全书》、《钦定古今图书集成》划归国立奉天图书馆。原存于沈阳故宫的盛京内务府稿档、册档、户口册也由国立奉天图书馆接收。学者罗振玉将得自大清内阁大库的部分大明兵部档案、大清档案捐献给国立奉天图书馆。各东北官署的前政权的旧记档案也收于此馆。1937年时该馆藏大清历代实录57部119函、图书159,720册、四库全书41,464册、拓片1,694张、地图约1,000幅，还有盛京内务府的档案52,954件、册档985册、户口册4,022册，以及内阁大库档案67,271卷、东北各官署卷宗约250万卷。

## 图书馆活动

### 资料整理、收集
奉天图书馆因为收纳了来自各处的书籍，因此进行了很多分类整理工作，资料整理时因为缺乏通晓满文的工作人员因而满文资料的整理较晚。1932年建馆之初资金匮乏，但1933年图书馆即斥资两千余日元购置大清时期的满、汉文资料，并且此后也持续斥资收集此类资料。:18,19,22
奉天图书馆收集了满洲国建国以前的政府的档案，称为“旧记”。1937年（康德4年），满洲国国务院发布训令，规定当时民生部所辖的奉天图书馆统一管理旧记资料。各地政府需向奉天图书馆馆长送交旧记，由奉天图书馆做整理并编制分类书目。最初由国务院总务厅厅长管理旧记，1938年总务厅设旧记整理处管理旧记，同年年底，中央图书馆筹备处设立，奉天图书馆的管理归于中央图书馆筹备处。:20

### 研究
奉天图书馆不仅整理四库全书的提要，也有具体的研究工作。副馆长金毓黻着力于契丹文字研究，组织人力制作契丹文汉文碑文拓片以及满文碑文拓片。为了研究满洲的历史图书馆成员也参与了渤海国东京城附近遗址的考古。图书馆成员还收集大清各代实录并进行研究。:19